# 富田 (高槻市)
富田（とんだ）は、現在の大阪府高槻市富田町付近の地域。本項ではかつて概ね同区域に所在した島上郡・三島郡富田村（とんだむら）、三島郡富田町（とんだちょう）についても述べる。
かつては摂津島上郡に属した、教行寺を中心とした寺内町であった。現在の町域は高槻市富田町1-6丁目、富田丘町などとなっている。

## 歴史
考古学の調査では弥生時代以前よりの台地であり、富田の地名は「屯田（とんでん）」（律令制以前の皇室の御料田）がこの地に存在したことに由来するとされる。
平安時代、藤原師輔から息子尋禅に譲られた荘園の中に「富田荘」が見られる。後に天台座主となった尋禅によって比叡山延暦寺領に編入された。後の戦乱で支配権が転々としたらしく、室町時代前期には室町幕府の直轄領となっており、臨済宗普門寺が創建された。足利義満は妻の実家日野家の日野有光を同荘の代官に任じており、また、同家との関係の深い浄土真宗本願寺7世法主存如が光照寺（現在の本照寺）を創建した。
寛正の法難で延暦寺によって大谷本願寺を破却された本願寺8世法主蓮如を宥めるために管領細川勝元がこの地に寺地を与えて京都から立ち退かせようとしたが、蓮如が間もなく吉崎御坊に向かったために土地は一時店晒しとなった。後に蓮如が加賀一向一揆を避けて戻ってきた後に富田荘の光照寺に一時滞在し、文明13年（1481年）に教行寺を建立して8男蓮芸を住持とした。以後富田は本願寺門徒が集まり、寺内町が形成されるようになる。
後に天文の錯乱によって管領細川晴元らの攻撃を受けて焼き討ちにあうが、後に再興を許された。皮肉にも後に三好長慶によって管領の地位を追われた晴元が出家を条件に一命を助けられて死ぬまで幽閉されたのが、この時非真宗寺院であったために焼き討ちを免れた普門寺であった。なお、この間に前将軍足利義政の遺言により慈照寺（銀閣寺）に富田荘が寄贈されるが、幕府の意向で1年後に代替地を与えられて幕府に返却している。
13代将軍足利義輝が永禄の変で殺害されると、三好三人衆に擁立された従弟の足利義栄が普門寺に入り、「普門寺城」として次期将軍にしての根拠地とする。この富田付近はやや小高い丘となっており、当時南北西の三方が湿地で、淀川による水運の便もよく、軍事的な拠点としての価値も高かった。
永禄11年（1568年）、義栄は念願の14代将軍に任じられるものの、政情不安定により京都に入れずそのままここに幕府を設置する。だが、義輝の弟・足利義昭を擁立した織田信長の上洛によって将軍の座を追われて間もなく没した。その後、信長と本願寺の間で石山合戦が始まると、本願寺・三好氏によって長年拠点とされた富田は信長によって攻撃されて破壊された。さらにキリシタン大名の高山右近が高槻城に入ると、寺内町である富田の存在自体を許さず、度々威圧を加えたという。また、山崎の戦いの直前、織田信長の3男信孝がこの地において中国大返しで機内に戻ってきた羽柴秀吉と合流した事でも知られている。
江戸時代に入ると、富田は普門寺領と幕府領に分かれたが、幕府領の一部はさらに高槻藩（当初は山城長岡藩）永井氏領・旗本青山氏知行地に分かれ、残った幕府領も永井氏預り地となった。永井氏は政治的・宗教的な色彩の強い富田の存在を好ましく思わなかったらしく、自己の城下町と競合する町の存在を嫌って、堺の様な町としての特権を一切認めずに解体を企てたとも言われている。江戸前期に徳川家康から商業の特権を安堵された紅屋市郎右衛門一門によって開始された酒造業は、『毛吹草』などで名酒と紹介されて名声が高まり、池田・伊丹と並ぶ江戸積酒の産地へと発展するほどであったが、江戸中期以降、灘五郷の台頭に対して永井氏は積極的な対策を採らずに衰退に任せたとも言われている。検地帳によれば江戸時代延宝年間になって、長い富田の歴史と寺内町の誇りを一切否定する政策がとられた。はっきりした理由は不明だが、当時の高槻城（平城）よりもむしろ要害の地であったことや、富田が川筋から離れた台地の為に水害 や地震（一般に台地は沖積地よりも木造建築の場合は地震の揺れが小さい）に、高槻城付近よりも強い等の理由より政治的に発展への阻害が行われたと推察されている。
明治以後は明治22年（1889年）4月1日に町村制の施行により単独で自治体を形成して島上郡富田村が発足。明治29年（1896年）4月1日からは三島郡に所属。「よろず屋の行商」と「富田の植木」、音曲などの「芸能の村」としても発展し、大正14年（1925年）11月1日には町制施行して富田町となり、昭和31年（1956年）に高槻市に合併された。
現在、富田南部には一部に歴史的な街並が残り、普門寺方丈など神社仏閣、酒蔵などの歴史的な建造物が存在し、JRと阪急の駅が近い反面鉄道で町が分断されるなどが町の特徴として挙げられる。

### 富田酒
古来から「富田酒」は名産として名高く、灘五郷、伊丹、伏見の地とともに並び称された。また、「純で濁らず、香りの良さとコクが身上」と江戸の酒徒から称えられた。他にも以下のように紹介されている。
- 本朝食鑑では、「伊丹、池田と並んで江戸への下り酒の産地」と記載されている[4]。
- 貝原益軒の「南遊紀行」では「酒家多し。紅家として大百姓あり」と記載されている[4]。
- 摂津名所図会では「此地に酒匠多し、世に富田酒とて名産とす。」と記載されている[5]。

2022年時点、現存している酒造は、壽酒造と清鶴酒造の2社となる。
酒造りで出来た酒粕を使って白うりを漬け込んだものが「富田漬」。大阪冬の陣で徳川家康は富田を通過する際、空腹に耐えかねて富田漬を賞味した所、大いに満腹して喜んだという伝説が「真田三代記」にある。その後、清水市郎右衛門は富田漬を徳川家康に献納したが、その日にたまたま大勝したため、その功で富田酒の由緒株「清水株」を持つ特権を与えられている。

## 地域

### 交通
- JR西日本摂津富田駅
- 阪急富田駅
- 大阪府道132号高槻茨木線
- 大阪府道133号鳥飼八丁富田線
- 高槻市交通部（高槻市営バス）

### 公共施設等
- 高槻市役所富田支所
- 高槻市立小寺池図書館
- 富田公民館
- 高槻市立富田ふれあい文化センター
- 高槻市西部保健センター
- 大阪府三島救命救急センターひかり診療所

### 学校
- 大阪府立高槻支援学校
- 高槻市立富田小学校（所在地は昭和台町一丁目）
- 高槻市立富田幼稚園（同上）

### その他
- 臨済宗普門寺方丈（重要文化財）
- 教行寺
- 本照寺
- 筒井池公園
- 三輪神社
- 壽酒造
- 清鶴酒造